# Port Clinton (Ohio)
Port Clinton is een plaats (city) in de Amerikaanse staat Ohio, en valt bestuurlijk gezien onder Ottawa County.

## Demografie
Bij de volkstelling in 2000 werd het aantal inwoners vastgesteld op 6391.
In 2006 is het aantal inwoners door het United States Census Bureau geschat op 6263, een daling van 128 (-2,0%).

## Geografie
Volgens het United States Census Bureau beslaat de plaats een oppervlakte van
6,0 km², waarvan 5,5 km² land en 0,5 km² water. Port Clinton ligt op ongeveer 177 m boven zeeniveau.

## Plaatsen in de nabije omgeving
De onderstaande figuur toont nabijgelegen plaatsen in een straal van 20 km rond Port Clinton.